# Józef Smaga (rusycysta)
Józef Smaga, pseud. Szczęsny Trzymalski, Jędrzej Boruta i in. (ur. 9 lutego 1937 w Stróży k. Dobrej, zm. 5 listopada 2019 w Krakowie) – polski rusycysta, historyk literatury i kultury rosyjskiej XIX i XX wieku, historyk ZSRR i Rosji. Profesor emeritus Uniwersytetu Pedagogicznego im. KEN w Krakowie.

## Życiorys

### Wykształcenie i praca naukowa
W 1959 ukończył studia rusycystyczne w Wyższej Szkole Pedagogicznej w Krakowie (obecnie Uniwersytet Pedagogiczny im. KEN), gdzie w 1960 podjął pracę w Katedrze (później – Instytucie) Filologii Rosyjskiej, kontynuowaną do przejścia na emeryturę w 2008. W 1967 obronił doktorat poświęcony mało znanemu prozaikowi I połowy XIX wieku Antoniemu Pogorielskiemu, napisany pod kierunkiem prof. Wiktora Jakubowskiego. Habilitację na podstawie obszernego studium Dekadentyzm w Rosji uzyskał w 1980 na Uniwersytecie Jagiellońskim. Tytuł profesorski otrzymał 28 listopada 1994. W latach 1972–1973 prowadził zajęcia w Instytucie Filologii Rosyjskiej UJ. Był również profesorem Akademii Polonijnej w Częstochowie.
Od 1996 był członkiem Komitetu Słowianoznawstwa PAN w Warszawie. Należał do Komisji Słowianoznawstwa oddziału PAN w Krakowie, której przewodniczył w latach 1996–2003, oraz do Komisji Wschodnioeuropejskiej na Wydziale II Historyczno-Filozoficznym PAU (1998–2008 – wiceprzewodniczący, 2008–2014 – przewodniczący).
Wypromował 2 doktorów i ponad 600 magistrów filologii rosyjskiej w WSP (UP) i UJ.
Główne obszary jego badań historycznoliterackich to proza rosyjska I połowy XIX wieku, twórczość Fiodora Dostojewskiego, modernizm w Rosji, szczególnie „starsi” symboliści (dekadentyzm), Anton Czechow, Maksym Gorki, literatura łagrowa (Aleksandr Sołżenicyn, Warłam Szałamow), proza II połowy XX wieku (m.in. Andriej Bitow, Jurij Trifonow, proza „wiejska”, postmodernizm) – opisywane w szerokim kontekście światopoglądowo-kulturowo-historycznym.
Równoległym tematem publikacji naukowych Józefa Smagi była ideologia i historia ZSRR; syntetyczne opracowanie dziejów porewolucyjnej Rosji wydał w drugim obiegu w 1984 pod pseudonimem Szczęsny Trzymalski; było ono rozbudowywane aż do monografii obejmującej cały okres istnienia ZSRR – pierwszej w polskiej historiografii (Narodziny i upadek imperium, 1992; wyd. 2 zmienione jako Rosja w 20 stuleciu, 2001). Problemom historyczno-polityczno-ideologicznym poświęcona była też publicystyka autora, drukowana m.in. w czasopismach podziemnych, a także w „Arce”, „Czasie Krakowskim”, „Dzienniku Polskim”, „Gazecie Wyborczej”, „Polityce”, „Przekroju”, „Tygodniku Powszechnym”, miesięczniku „Universitas”.
O własnych zainteresowaniach naukowych pisał:

[...] w wymiarze najszerszym procesy życia literackiego Rosji przełomu XIX–XX stulecia oraz przełomu XX–XXI w powiazaniu z życiem społecznym, intelektualnym i politycznym kraju; twórczość Fiodora Dostojewskiego; polityczne dzieje okresu schyłkowego ZSRR oraz Federacji Rosyjskiej na przełomie XX–XXI stulecia; sylwetki czołowych przedstawicieli rosyjskiego życia kulturalnego, politycznego i religijnego od 1917 roku.

### Działalność społeczno-opozycyjna
W 1956 – jeszcze jako student – wziął udział w demonstracji poparcia dla Powstania Węgierskiego. W czasie studiów działał w Zrzeszeniu Studentów Polskich jako członek prezydium. W 1963 został przyjęty do PZPR, z której wystąpił w 1973. W marcu 1968 uczestniczył w strajku studenckim. W 1980 zaangażował się w organizację NSZZ „Solidarność” w WSP (m.in. był członkiem prezydium Uczelnianego Komitetu Założycielskiego). Po wprowadzeniu stanu wojennego włączył się w działalność konspiracyjną. Był redaktorem oraz publicystą niezależnych pism „Myśli Nieinternowane” i „Sygnał”; publikował książki w wydawnictwach podziemnych. W 1990 pełnił obowiązki redaktora naczelnego pisma NSZZ „Solidarność” UJ „Universitas”.

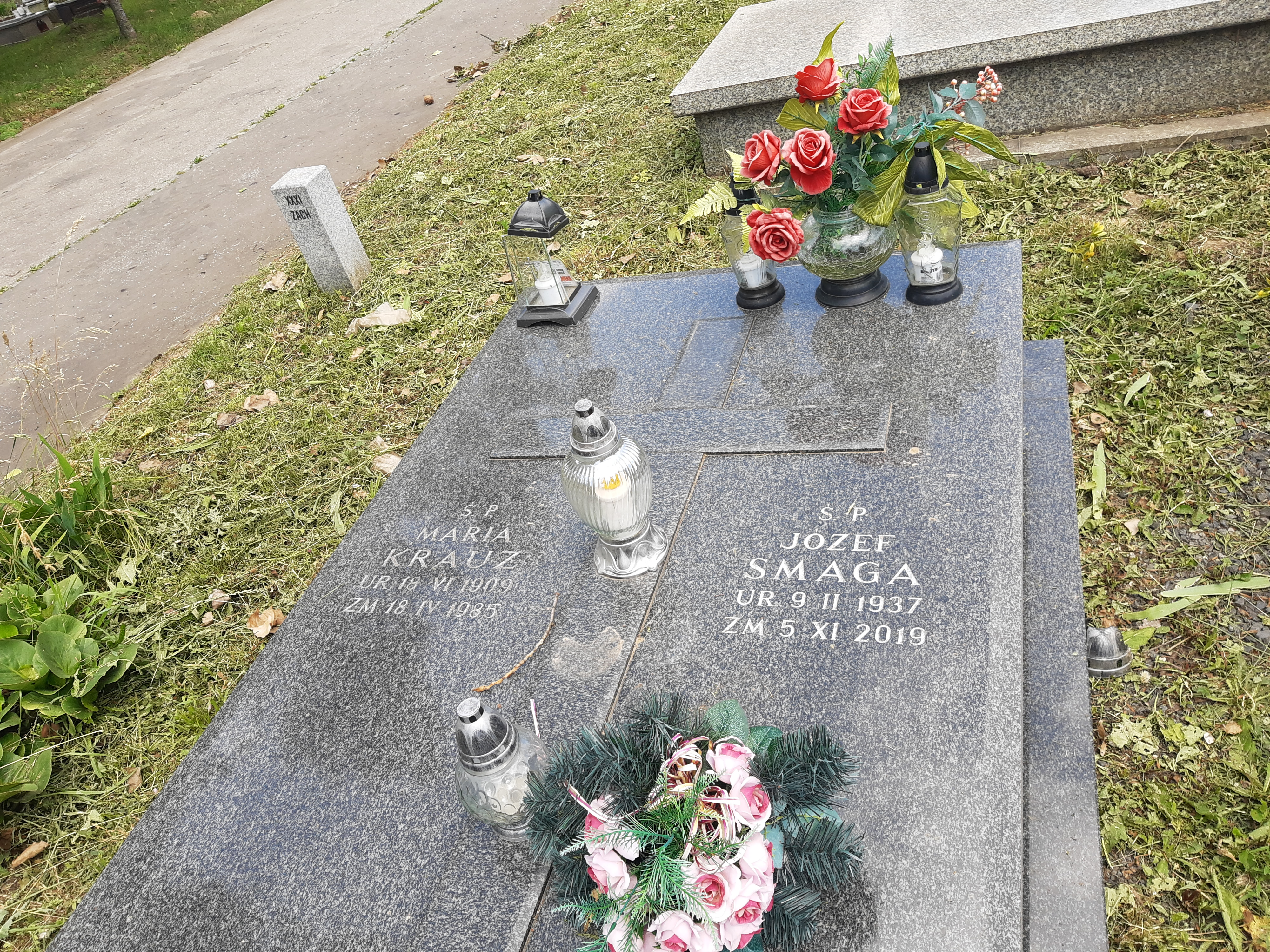
Grób prof. Józefa Smagi na Cmentarzu Prądnik Czerwony

Pochowany na cmentarzu Batowickim w Krakowie (kw. C-XXXI-zach.-1).

## Publikacje
Spis publikacji za lata 1960–2008: Józef Smaga na stronie Instytutu Neofilologii UP im. KEN w Krakowie. www.wsp.krakow.pl. [dostęp 2012-01-28]. (pol.).
Książki
- Antoni Pogorielski. Życie i twórczość na tle epoki. Warszawa–Wrocław–Kraków: Zakład Narodowy im. Ossolińskich, 1970. Brak numerów stron w książce
- Fiodor Dostojewski. Kraków: PWN, 1974, seria: Nauka dla Wszystkich, nr 214. Brak numerów stron w książce
- Dramaty Maksyma Gorkiego. Kraków: PWN, 1975, seria: Nauka dla Wszystkich, nr 238. Brak numerów stron w książce
- Wojna niemiecko-radziecka 1941–1945 w rosyjskiej prozie radzieckiej. Kraków: PWN, 1975, seria: Nauka dla Wszystkich, nr 253. Brak numerów stron w książce
- Dekadentyzm w Rosji. Wrocław–Warszawa–Kraków–Gdańsk–Łódź: Zakład Narodowy im. Ossolińskich, 1981. Brak numerów stron w książce
- Rosyjska radziecka literatura współczesna (od 1954 r.). Kraków: Wydawnictwo Naukowe WSP, 1982. Brak numerów stron w książce
- Lekcja Aleksandra Sołżenicyna. Wyd. pod pseudonimem Jędrzej Boruta. Kraków: Wydawnictwo Myśli Nieinternowanej, 1983; wyd. II – Warszawa: Unia, 1985. Brak numerów stron w książce
- Krótka historia Związku Radzieckiego. Wyd. pod pseudonimem Szczęsny Trzymalski. Kraków: Wydawnictwo Myśli Nieinternowanej, 1984; wyd. II poszerzone – Warszawa: Myśl, 1986. Brak numerów stron w książce
- Era Gorbaczowa?. Warszawa: cdn, 1989. Brak numerów stron w książce
- Fiodor Dostojewski: Zbrodnia i kara. Przełożył Czesław Jastrzębiec-Kozłowski. Opracował Józef Smaga [Wstęp, s. III–CXXVI]. Wrocław–Warszawa–Kraków–Gdańsk–Łódź: Zakład Narodowy im. Ossolińskich, 1987; wyd. II – 1992, seria: Biblioteka Narodowa. Seria II, nr 220. Brak numerów stron w książce
- Kultura Rosji przełomu stuleci XIX-XX. Współautor Krzysztof Cieślik. Warszawa: Wydawnictwa Szkolne i Pedagogiczne, 1991. Brak numerów stron w książce
- Narodziny i upadek imperium. ZSRR 1917–1991. Kraków: Znak, 1992. Brak numerów stron w książce
- Fiodor Dostojewski: Bracia Karamazow. Powieść w czterech częściach z epilogiem. Przełożył Aleksander Wat. Opracował Józef Smaga [Wstęp, s. III–CXXIII]. Wrocław–Warszawa–Kraków: Zakład Narodowy im. Ossolińskich, 1995, t. I–II, seria: Biblioteka Narodowa. Seria II, nr 237. Brak numerów stron w książce
- Kto jest kim w Rosji po 1917 roku. Leksykon. Współautor Grzegorz Przebinda. Kraków: Znak, 2000. Brak numerów stron w książce
- Rosja w 20 stuleciu. Kraków:  Znak , 2001. Brak numerów stron w książce